# Przemysław Matyjaszek
Przemysław Matyjaszek (Ruda Śląska, 24 de abril de 1978) es un deportista polaco que compitió en judo. Ganó dos medallas en el Campeonato Europeo de Judo, plata en 2008 y bronce en 2007.

## Palmarés internacional
| Campeonato Europeo | Campeonato Europeo | Campeonato Europeo | Campeonato Europeo |
| Año                | Lugar              | Medalla            | Categoría          |
| ------------------ | ------------------ | ------------------ | ------------------ |
| 2007               | Varsovia (Polonia) | Medalla de bronce  | Abierta            |
| 2008               | Lisboa (Portugal)  | Medalla de plata   | –100 kg            |